# Syndicat national de l'enseignement supérieur
 (juillet 2018).
Ne doit pas être confondu avec Syndicat national de l'enseignement supérieur (Maroc).
Le SNESUP-FSU (Syndicat national de l'enseignement supérieur) est un des syndicats nationaux de la Fédération syndicale unitaire (FSU). Il syndique des enseignants du supérieur.

## Histoire

### Les origines
Le SNESR (Syndicat National de l'Enseignement Supérieur et de la Recherche), affilié à la FEN (Fédération de l'Éducation nationale), est créé par les enseignants à la Libération. 
Bien qu'il ne soit pas organisé en tendances sur le modèle de la FEN, le SNESR est fortement influencé par un courant "cégétiste", représenté notamment par Louis Barrabé, son secrétaire général.  
En mars 1956, ce syndicat se divise entre d'un côté le SNESUP (Syndicat national de l'enseignement supérieur) et de l'autre le SNCS (Syndicat national des chercheurs scientifiques). Alain Geismar en est élu secrétaire général en 1965, il est alors proche de l'opposition interne au Parti communiste français (PCF) et proche des positions « marxistes-léninistes » (maoïstes)[source insuffisante].

### Les débuts
Le SNESUP traverse mai 68 en étant particulièrement actif dans les luttes. Sa radicalisation dans les mois qui suivent le mouvement, son soutien à des actions parfois violentes des étudiants, les propos jugés outranciers de son nouveau secrétaire général, Bernard Herszberg (qui a succédé à Geismar à l'été 1968), conduisent à un renversement de majorité. Lors du congrès extraordinaire de mars 1969, le rapport d'activité de la direction sortante est repoussé (44.8 % contre, 38.7 % pour, 16.5 % d'abstention) et une nouvelle direction est élue. La motion menée par Georges Innocent, appelée "Action syndicale" remporte 51.7 % des mandats contre 43.8 % pour celle de la direction sortante (et 4.5 % pour la motion "centriste" de la section de Strasbourg)[source insuffisante].
L'année suivante, cette nouvelle majorité animée par des enseignants communistes, qui participe dans la FEN au courant « unité et action », est confortée avec 54.6 % des voix qui se portent sur la liste menée par Daniel Monteux, qui devient le nouveau secrétaire général. Les oppositions, divisées, s'éparpillent entre six autres motions, dont la plus importante, proche de la ligue communiste, n'obtient que 13.1 % (et celle de l'ancien secrétaire général Herszberg 8.1 %).

### Le SNESUP de nos jours
Par la suite, la liste "action syndicale" a toujours été majoritaire. Lors de la scission de la FEN en 1993, le SNESUP a logiquement rejoint la FSU (Fédération syndicale unitaire), malgré une scission interne qui donne naissance au syndicat Sup'Recherche qui s'affilie à la FEN (devenue depuis UNSA Education).

## Secrétaires généraux[4]
- 1944-1956 : Louis Barrabé (SNESR)
- 1956-19? : Pierre George
- 1960-1960 : Pierre Ducros
- 1960-1961 : Michel Chaillou
- 1961-1962 : Jean-Pierre Kahane
- 1962-1963 : Jean-Claude Payen
- 1963-1964 : Jean-Pierre Kahane
- 1966-1967 : Jean-Marie Legay
- 1967-1968 : Alain Geismar
- 1968-1969 : Bernard Herzberg
- 1969-1970 : Georges Innocent
- 1970-1972 : Daniel Monteux
- 1972-1973 : Claude Mazauric
- 1973-1974 : Jean Cortois
- 1974-1975 : Paul Mazliak
- 1974-1975 : Alain Roux
- 1977-1983 : Pierre Duharcourt
- 1983-1985 : Jean François Tournadre
- 1985-1987 : Jacques Duveau
- 1987-1989 : Nicole Fiori Duharcourt
- 1989-1991 : Gérard Cendrès
- 1991-1994 : Claude Seureau
- 1994-1997 : Claude Lécaille
- 1997-2001 : Jean-Claude Garric
- 2001-2005 : Maurice Hérin
- 2005-2009 : Jean Fabbri
- 2009-2013 : Stéphane Tassel
- 2013-2015 : Claudine Kahane et Marc Neveu (co-secrétaires généraux)
- 2015-2019 : Hervé Christofol
- 2019-2021 : Anne Roger et Christophe Voilliot (co-secrétaires generaux)[5]
- 2021-2023 : Anne Roger
- 2023-2025 : Anne Roger et Caroline Mauriat (co-secrétaires générales)

## Représentativité
Le SNESUP-FSU a obtenu le plus grand nombre de voix lors des élections au CTPU (Comité Technique Paritaire des personnels de statut Universitaire) de 2003, avec 37 % des voix.

## Affiliations internationales
Jusqu'en 2007, le SNESUP-FSU était l'un des derniers membres français de la Fédération syndicale mondiale historiquement proche du communisme. Le SNESUP-FSU a depuis rejoint l'Internationale de l'éducation[réf. nécessaire].